# 慧光塔
慧光塔位于广东省连州市，为六角九层的楼阁式砖塔。始建于南朝刘宋泰始四年（468年），宋代重建。1978年，慧光塔被列入广东省第一批重点文物保护单位。2006年，列入第六批全国重点文物保护单位。
慧光塔塔身倾斜值达1.07米，因此又被称为“东方斜塔”。